# Niederfeldbach (Töss)
Der Niederfeldbach ist ein rund 1,6 Kilometer langer linker Zufluss der Töss in Winterthur-Wülflingen, Schweiz.

## Geographie

### Verlauf
Der Bach entspringt auf 511 m ü. M. auf dem Beerenberg südlich der Klosterruine Beerenberg. Früh nach der Quelle durchfliesst der Bach einen kleinen Teich nahe der Oberen Berenbergstrasse.
Vom Teich aus fliesst der Bach für rund 500 Meter bis zum östlichen Waldrand zu Beginn der Niederfeldstrasse, wo der Bach linksseitig den Tannholzbach aufnimmt und für fast den sämtlichen Rest seines Verlaufs eingedolt und unsichtbar verläuft. Einzig für eine 100 Meter lange Strecke befindet sich der Bach danach noch bis zu seiner Einmündung in die Töss an der Oberfläche. Dabei unterquert der Bach auch die Siedlung Hardau.
Im Rahmen der Sanierung für ein Jahrhunderthochwasser wurde 2021 eine Renaturierung und Offenlegung des Baches auf den letzten 375 Meter bis zum bereits zuvor 100 Meter langen offengelegten Teilstück vorgenommen. Der Bach umfliesst seither die Siedlung Hardau und mündet im Wasserkanal des Kleinwasserkraftwerks Hard. Vom Grossen Gemeinderat wurden hierfür 950'000 Franken genehmigt, wovon 175'000 Franken von der Stadt Winterthur getragen wurden.

### Einzugsgebiet
Das Einzugsgebiet des Bachs umfasst rund 1,68 km² und erstreckt sich über einen Teil des Beerenbergs, einen Grossteil des Gebiets nördlich der Aussenwacht Neuburg inkl. des Schweikhof, des Wieshof und des Hüslihof sowie einen Grossteil des Quartiers Niederfeld.
Die Fläche seines Einzugsgebiets besteht zu 32,3 % aus Bestockter Fläche, zu 46,2 % aus Landwirtschaftsfläche und zu 21,5 % aus Siedlungsfläche.
Die Mittlere Höhe des Einzugsgebietes beträgt 465 m ü. M., die Minimale Höhe liegt bei 438 m ü. M. und die Maximale Höhe bei 596 m ü. M.

### Zuflüsse
- Tannholzbach (links), 460 m